# غريغ براون (لاعب هوكي جليد)
غريغ براون (بالإنجليزية: Greg Brown)‏ هو لاعب هوكي جليد أمريكي، ولد في 7 مارس 1968 في Southborough, Massachusetts ‏ في الولايات المتحدة.

## وصلات خارجية
- غريغ براون على موقع دوري الهوكي الوطني (الإنجليزية)
- غريغ براون على موقع قاعة مشاهير الهوكي (لاعب أن.إتش.أل) (الإنجليزية)
- غريغ براون على موقع EliteProspects.com (الإنجليزية)
- غريغ براون على موقع HockeyDB.com (الإنجليزية)
- غريغ براون على موقع Hockey-Reference.com (الإنجليزية)
- غريغ براون على موقع أوليمبيديا (الإنجليزية)